# Adelodrilus cristatus
Adelodrilus cristatus är en ringmaskart som beskrevs av Erséus 1983. Adelodrilus cristatus ingår i släktet Adelodrilus och familjen glattmaskar. Inga underarter finns listade i Catalogue of Life.